# Rupp Arena
A Rupp Arena é uma arena localizada no centro de Lexington, Kentucky, nos Estados Unidos. Desde sua inauguração, em 1976, tem sido a peça central do Lexington Center, um local de convenções e de compras, de propriedade do Condado de Fayette, Lexington, que está localizado ao lado dos hotéis Lexington Hyatt e Hilton Lexington.
A Rupp Arena também serve como quadra de esportes para o programa do time masculino de basquete da Universidade de Kentucky, e ganhou seu nome em homenagem ao lendário ex-treinador do Kentucky e ex-aluno da Universidade do Kansas, Adolph Rupp. 
Com uma capacidade oficial de 23.500, é atualmente a maior arena nos Estados Unidos, projetada especificamente para o basquetebol, e é também a maior arena coberta em relação à capacidade nos EUA. Na Rupp Arena, a equipe do basquetebol masculina, Kentucky Wildcats, é a segunda naquele país com relação a comparecimento de público e a jogos de basquete universitário. A única arena específica para basquete na história dos EUA maior do que a Rupp Arena é a agora demolida Charlotte Coliseum. Regularmente, a Rupp Arena também sedia concertos, convenções e shows.